# Haruna Jammeh
Haruna Jammeh (Bakau, 2 giugno 1991) è un calciatore gambiano, attaccante dello Szeged 2011.

## Carriera
Ha giocato nella prima divisione ungherese.